# Grumman E-2 Hawkeye
Грумман E-2 «Хокай» (англ. Grumman E-2 Hawkeye) — американский всепогодный палубный тактический самолет дальнего радиолокационного обнаружения (ДРЛО). Этот двух двигательный турбовинтовой самолет был спроектирован и разработан в конце 1950-х - начале 1960-х годов компанией Grumman Aircraft Company для ВМС США в качестве замены более раннего E-1 Tracer с поршневым двигателем, который быстро устаревал. Характеристики самолета были улучшены с помощью версий E-2B и E-2C, где большинство изменений было внесено в радиолокационную станцию и системы связи благодаря достижениям в области интегральных микросхем и другой электроники. Четвертой основной версией Hawkeye является E-2D, который впервые поднялся в воздух в 2007 году. E-2 был первым самолетом, разработанным специально для целей ДРЛО, в отличие от самолетов с модификацией существующего планера, таких как Boeing E-3 Sentry. Различные версии Hawkeye находятся в непрерывном производстве начиная с 1960 года, что является самым длительным производственным циклом среди всех палубных самолетов.
В последние десятилетия Е-2 часто называли «Хаммером» из-за характерного звука его турбовинтовых двигателей, совершенно непохожего на звук турбореактивных и турбовентиляторных реактивных двигателей. Помимо службы в ВМС США, некоторое количество E-2 было продано вооруженным силам Египта, Франции, Израиля, Японии, Мексики, Сингапура и Тайваня. Grumman также использовали базовую компоновку E-2 для производства военно-транспортного самолета Grumman C-2 Greyhound.

## История
Самолёт E-2 «Хокай» был принят на вооружение в 1964 году и предназначался для обеспечения ПВО ВМС США.
Всего было изготовлено 59 самолётов варианта E-2A, который был оснащен мощной РЛС APS-96, способной отслеживать множество целей. Большинство этих машин позднее были переоборудованы в вариант E-2B с центральной ЭВМ управления элементами систем и сняты с вооружения флота в середине 1980-х.
Стандартным самолётом сейчас является вариант E-2C, первый полет которого состоялся 20 января 1971 года. E-2C имел РЛС APS-125 и усовершенствованную авионику. На протяжении ряда лет машины этой серии постоянно улучшались. Например, на них последовательно устанавливались РЛС APS-138, -139 (с 1989 года) и APS-145, которой были оснащены и более ранние «Хокаи». APS-145 обеспечивала лучшую защиту от воздействия электронных средств противника и имела большие возможности для ведения воздушной разведки. На самолётах также устанавливались системы связи и опознавания «свой-чужой». Всего ВМФ США получил 139 машин этого типа.
В настоящее время[когда?] ведётся разработка и испытание нового варианта самолёта E-2, получивший обозначение E-2D «Адванст Хокай». Предполагается, что новый самолёт будет оснащен полностью новой авионикой, включающую новый радар APY-9, радиостанцию, новый бортовой компьютер. Также самолёт будет оборудован улучшенными двигателями и системой дозаправки в воздухе.

## Разработка

### Задействованные структуры
В разработке и производстве самолётов E-2 были задействованы следующие структуры:
Генеральный подрядчик работ
- Самолёт в целом — Grumman Aircraft Engineering Corp., Бетпейдж, Нью-Йорк.

| Субподрядчики - Хвостовая часть фюзеляжа — Rohr Corp., Чула-Виста, Калифорния; - Система приводов рулевых поверхностей самолёта — Kaman Aircraft Corp., Мусап, Плейнфилд, Коннектикут; - Шасси — Bendix Corp., Bendix Products Aerospace Division, Саут-Бенд, Индиана; - Стойки шасси — Hansen-Lyan Co., Inc., Бербанк, Калифорния. - Система кондиционирования воздуха, система герметизации и наддува кабины экипажа — AiResearch Manufacturing Co., Лос-Анджелес, Калифорния; - Кресла членов экипажа — Aircraft Mechanics, Inc., Колорадо-Спрингс, Колорадо. Поставщики бортового оборудования по госзаказам (GFE) - Авиадвигатели T-56-8, лопастные винты 441FN-24S — General Motors Corp., Allison Division, Индианаполис, Индиана; - Бортовой терминал обработки и отображения данных AN/ACQ-2 — Collins Radio Co., Microwave Radio Division, Даллас, Техас; - Встроенная электронная система управления AN/AFQ-58, командная радиолиния управления AN/ARC-80, ультракоротковолновой радиоприёмник AN/ARR-66, ультракоротковолновой радиопередатчик AN/ART-36 — Collins Radio Co., Сидар-Рапидс, Айова; - Радиолокационная установка AN/APX-7 — Transdyne Corp., Элбертсон, Нью-Йорк; | - Радиолокационный навигационный комплекс AN/APN-153 — General Precision, Inc., GPL Division, Плезантвиль, Нью-Йорк; - Аппаратура управления полётом AN/ASW-14A — AEL Products, Inc., Кольмар, Пенсильвания; Поставщики бортового оборудования по заказу генподрядчика (CFE) - Авиационный комплекс радиообнаружения и наведения AN/APS-96, детектор CD-413 логического модуля AN/ASA-27, панель контрольно-проверочного оборудования интегрированной системы управления полётом AN/ASN-33 — General Electric Co., Ютика, Нью-Йорк; - Вращающаяся антенна радиолокационной станции дальнего обнаружения AN/APA-143 — Delmo Victor Co., Белмонт, Калифорния; - Система управления полётом AN/ASW-15 — Sperry Rand Corp., Sperry Phoenix Division, Финикс, Аризона; - Инерционная навигационная система AN/ASN-26 — Litton Industries, Inc., Guidance & Control Systems Division, Вудленд-Хиллз, Лос-Анджелес, Калифорния; - Бортовая цифровая вычислительная машина обработки воздушных параметров A/A 246-13 — General Controls Corp., Jersey Division, Колдуэлл, Нью-Джерси; - Бортовой ультравысокочастотный автоматический пеленгатор/радиокомпас — Collins Radio Co., Сидар-Рапидс, Айова; - Индикатор линии передачи данных AN/ASW-27 — Litton Systems, Inc., Data Systems Division, Канога-Парк, Лос-Анджелес, Калифорния. |

## Конструкция
Турбовинтовой двухмоторный высокоплан. Четырёхкилевое оперение.
Самолёт имеет вращающуюся антенну РЛС, установленную в обтекателе в задней части фюзеляжа, и систему опознавания «свой-чужой».

## Эксплуатанты
Китайская Республика
- Китайская республика эксплуатирует 4 E-2T и 2 E-2K.[3]
  - 78 эскадрилья

 Египет
- ВВС Египта

 Франция
- Авиация ВМС Франции, так же как и ВМС США, использует E-2 на авианосцах. 3 E-2C на вооружении по состоянию на 2024 год[4].
  - 4 флотилия

 Израиль
- ВВС Израиля эксплуатировали четыре самолёта до 1999 года. E-2 израильских ВВС первыми получили оборудование для дозаправки в полёте. В 2002 году после модернизации три самолёта были проданы Мексике, оставшийся передан в музей ВВС Израиля.
  - 192 эскадрилья

 Япония
- Воздушные силы самообороны Японии
  - 601 Hikotai

 Мексика
- Авиация ВМС Мексики получили три E-2C из Израиля.

 Сингапур
- Военно-морские силы Сингапура
  - 111 Эскадрилья

 США
- ВМС США
  - VAW-77 Ночные волки Night Wolfs
  - VAW-78 Fighting Escargot (расформирована)
  - VAW-88 Cottonpickers (расформирована)
  - VAW-110 Жар-птицы Firebirds (расформирована)
  - VAW-111 Graybirds (расформирована)
  - VAW-112 Золотые ястребы Golden Hawks
  - VAW-113 Чёрные орлы Black Eagles
  - VAW-114 Hormel Hawgs (расформирована)
  - VAW-115 Колокола свободы Liberty Bells
  - VAW-116 Короли солнца Sun Kings
  - VAW-117 Wallbangers
  - VAW-120 Серые ястребы Greyhawks
  - VAW-121 Голубые хвосты Bluetails
  - VAW-122 Steeljaws (расформирована)
  - VAW-123 Screwtops
  - VAW-124 Bear Aces
  - VAW-125 Tigertails
  - VAW-126 Морские ястребы Seahawks
  - VAW-127 морские летучие мыши Seabats (расформирована)

## Боевое применение
- Операция «Медведка 19» (1982 г., Ливанская война)
- Операция «Буря в пустыне» - под управлением E-2C проходил воздушный бой, в котором американские F/A-18 сбили два пытавшихся их атаковать иракских истребителя МиГ-21[5]

## Потери
- 31 августа 2020 года в 15:50 E-2C, приписанный к 120-й палубной эскадрилье[англ.] ДРЛО ВМС США, упал недалеко от острова Уоллопс, к  северо-востоку от станции «Норфолк» в штате Вирджиния при выполнении тренировочного полёта. Экипаж катапультировался[6][7].
- 30 марта 2022 года в 19:30 E-2D ВМС США упал в залив Чинкотиг[англ.] близ болота Уайлдкэт в округе Аккомак штата Вирджиния. Двое членов экипажа ранены, один погиб[8][9].

## Тактико-технические характеристики
Приведённые данные соответствуют модификации E-2C.

### Технические характеристики
- Экипаж: 5 человек (2 пилота, 3 офицера ВМС: офицер боевого информационного центра, офицер по контролю воздушного пространства и оператор РЛС)
- Длина: 17,54 м
- Размах крыла: 24,56 м
- Высота: 5,58 м
- Колея шасси: 5,93 м
- База шасси: 7,06 м
- Площадь крыла: 65,03 м²
- Масса пустого: 17 265 кг
- Масса максимальная взлётная: 23 556 кг
- Запас топлива: 5624 кг
- Двигатели: 2× ТВД Эллисон T56-A-425, 2×3661 кВт (2×4910 л.с.)

### Лётные характеристики
- Максимальная скорость: 598 км/ч
- Крейсерская скорость: 576 км/ч
- Перегоночная дальность: 2583 км
- Боевой радиус: 320 км (продолжительность патрулирования — 3—4 часа)
- Практический потолок: 9390 м
- Скороподъёмность у земли: 12,8 м/с (767 м/мин)
- Длина разбега: 610 м
- Длина пробега: 439 м
- Нагрузка на крыло: 355 кг/м²
- Тяговооружённость: 0,32 кВт/кг